# CommonJS
CommonJS是一个项目，其目标是为JavaScript在网页浏览器之外建立模块约定。创建这个项目的主要原因是当时缺乏普遍可接受形式的JavaScript脚本模块单元，模块在与运行JavaScript脚本的常规网页浏览器所提供的不同的环境下可以重复使用。

## 历史
这个项目由Mozilla工程师Kevin Dangoor于2009年1月发起，最初名为ServerJS。在2009年8月，这个项目被改名为“CommonJS”来展示其API的广泛的应用性。有关规定在一个开放进程中被建立和认可，一个规定只有在已经被多个实现完成之后才被认为是最终的。 CommonJS不隶属于致力于ECMAScript的Ecma国际的工作组 TC39，但是TC39的一些成员参与了这个项目。
在2013年5月，Node.js軟體套件管理系統(npm)的作者Isaac Z. Schlueter，宣布Node.js已弃用CommonJS，Node.js核心开发者应避免使用它。

## 规定
规定列表包括：

### 当前
- Modules/1.0 (被Modules/1.1取代)
- Modules/1.1
- Modules/1.1.1
- Packages/1.0
- System/1.0

### 提议
- Binary/B
- Binary/F
- Console
- Encodings/A
- Filesystem/A
- Filesystem/A/0
- Modules/Async/A
- Modules/Transport/B
- Packages/1.1
- Packages/Mappings
- Unit Testing/1.0

## 模块
require是一个函数，require函数接受一个模块标识符，require返回外部模块的导出的API。如果要求的模块不能被返回则require必须throw一个错误。在模块内，有一个自由变量require，它满足上述定义。在模块内，有一个自由变量叫做exports，它是一个对象，模块在执行时可以向其增加模块的API。模块必须使用exports对象作为唯一的导出方式。
在模块中，必须有一个自由变量module，它是一个对象。module对象必须有一个id属性，它是这个模块的顶层id。id属性必须是这样的：require(module.id)会从源出module.id的那个模块返回exports对象。（就是说module.id可以被传递到另一个模块，而且在要求它时必须返回最初的模块）。

### 样例代码
math.js
```
exports
.
add
 
=
 
function
()
 
{

    
var
 
sum
 
=
 
0
,
 
i
 
=
 
0
,
 
args
 
=
 
arguments
,
 
l
 
=
 
args
.
length
;

    
while
 
(
i
 
<
 
l
)
 
{

        
sum
 
+=
 
args
[
i
++
];

    
}

    
return
 
sum
;

};

```

increment.js
```
var
 
add
 
=
 
require
(
'math'
).
add
;

exports
.
increment
 
=
 
function
(
val
)
 
{

    
return
 
add
(
val
,
 
1
);

};

```

program.js
```
var
 
inc
 
=
 
require
(
'increment'
).
increment
;

var
 
a
 
=
 
1
;

inc
(
a
);
 
// 2

module
.
id
 
==
 
"program"
;

```

## 实现
- Akshell[9]
- Common Node[10]
- CommonJS Compiler - 命令行工具使Common JS模块适用于浏览器内使用[11]
- CommonJS for PHP - 针对PHP 5.3+的轻量级CommonJS实现[12]
- CouchDB[13]
- Flusspferd[14]
- GPSEE[15]
- Jetpack
- Joyent 智能平台[16]
- JSBuild[17]
- MongoDB[18]
- Narwhal (JavaScript平台)[19]
- Node.js[20]
- Persevere[21]
- PINF JavaScript装载器[22]
- RingoJS[23]
- SilkJS[24]
- SproutCore[25]
- TeaJS[26]
- Wakanda[27]
- XULJet[28]
- QUnit

## 引用
1. ↑  .   [2019-05-17]. （原始内容存档于2017-12-24）.
2. ↑  .   [2019-05-17]. （原始内容存档于2010-05-21）.
3. ↑  .   [2019-05-17]. （原始内容存档于2017-09-06）.
4. ↑  .   [2019-05-17]. （原始内容存档于2017-09-06）.
5. ↑  Schlueter, Isaac Z. . GitHub. 25 Mar 2013  [2019-05-17]. （原始内容存档于2015-05-08）.
6. ↑  .   [2019-05-17]. （原始内容存档于2019-05-17）.
7. ↑  Modules/1.0 （页面存档备份，存于）.
8. ↑  Modules/1.1.1 （页面存档备份，存于）.
9. ↑  .   [2020-09-25]. （原始内容存档于2018-04-08）.
10. ↑  .   [2019-05-17]. （原始内容存档于2012-11-21）.
11. ↑  .   [2019-05-17]. （原始内容存档于2018-09-30）.
12. ↑  .   [2019-05-17]. （原始内容存档于2019-09-24）.
13. ↑  .   [2019-05-17]. （原始内容存档于2017-04-26）.
14. ↑  .   [2019-05-17]. （原始内容存档于2013-01-28）.
15. ↑  .   [2019-05-17]. （原始内容存档于2017-04-26）.
16. ↑  .   [2019-05-17]. （原始内容存档于2017-04-26）.
17. ↑  .   [2019-05-17]. （原始内容存档于2011-01-04）.
18. ↑  .   [2019-05-17]. （原始内容存档于2014-01-22）.
19. ↑  .   [2019-05-17]. （原始内容存档于2017-04-26）.
20. ↑  .   [2019-05-17]. （原始内容存档于2017-08-30）.
21. ↑  .   [2019-05-17]. （原始内容存档于2017-04-25）.
22. ↑  .   [2019-05-17]. （原始内容存档于2014-01-07）.
23. ↑  .   [2019-05-17]. （原始内容存档于2017-04-25）.
24. ↑  .   [2019-05-17]. （原始内容存档于2017-09-12）.
25. ↑  .   [2019-05-17]. （原始内容存档于2017-04-25）.
26. ↑  .   [2019-05-17]. （原始内容存档于2017-04-26）.
27. ↑  .   [2019-05-17]. （原始内容存档于2012-06-04）.
28. ↑  .   [2019-05-17]. （原始内容存档于2011-02-12）.